# Volker Pispers

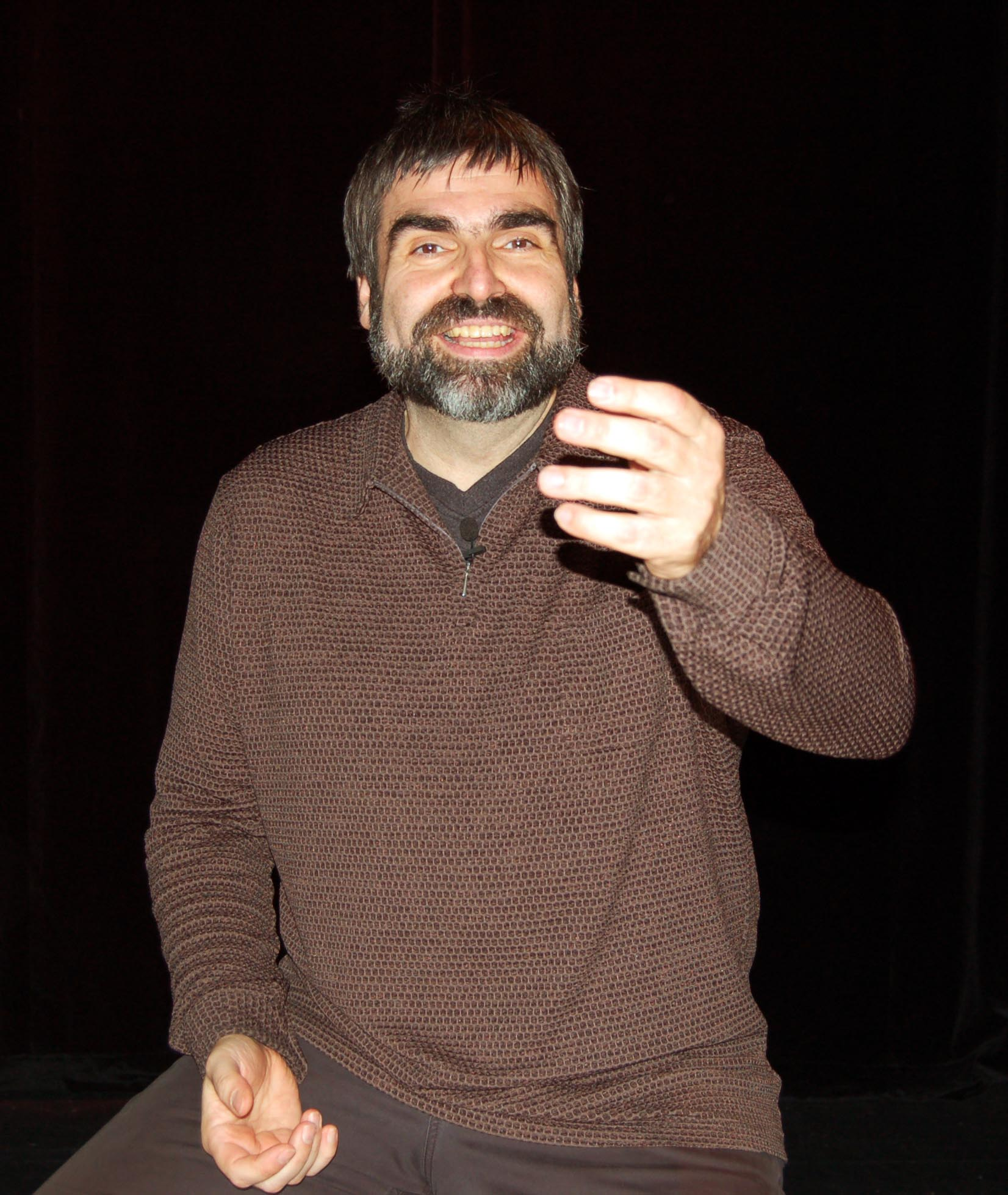
Volker Pispers (2006)

Volker Pispers (* 18. Januar 1958 in Rheydt, Nordrhein-Westfalen) ist ein ehemaliger deutscher Kabarettist. Er trat zuletzt 2016 öffentlich auf.

## Leben und Werdegang
Nach dem Abitur am Gymnasium Odenkirchen studierte Pispers ab 1976 in Bonn Anglistik, katholische Theologie und Pädagogik, danach studierte er in Münster. Von 1979 bis 1980 lebte und arbeitete Pispers als Fremdsprachenassistent in England und entdeckte dort seine Vorliebe für den schwarzen Humor.
Pispers lebt in Düsseldorf-Oberkassel und ist verheiratet.
2017 wurde er von der Piratenpartei Nordrhein-Westfalen in die 16. Bundesversammlung entsandt.

### Kabarett
Anfang der 1980er Jahre wurde Volker Pispers in Münster Mitglied verschiedener studentischer Theatergruppen. 1982 wurde er Ensemblemitglied im Kindertheater der Kammerspiele Hamm und trat erstmals als Kabarettist beim Kleinkunstfestival der Münsterschen Zeitung in der Halle Münsterland in Erscheinung. 1983 folgte sein erstes Soloprogramm Kabarette sich, wer kann. Gleichzeitig endete sein Studium mit dem Ersten Staatsexamen für das Lehramt in der Sekundarstufe II. Ab 1985 wirkte er als Schauspieler am Wolfgang Borchert Theater in Münster mit und veröffentlichte sein zweites Soloprogramm Hamburger – Speeseburger – Bundesburger.
1986 gab Pispers sowohl seinen Beruf als Englischlehrer beim Dolmetscher-Institut Münster als auch den des Schauspielers auf, konzentrierte sich von diesem Zeitpunkt an vollständig aufs Kabarett und stellte sein drittes Soloprogramm Original & Fälschung vor. 1988 wurde sein Text Demoland mit dem Gladbecker Satirepreis ausgezeichnet, sein viertes Soloprogramm Meine Sorgen möchte ich haben erlangte große Bekanntheit. 1989 erhielt der Kabarettist den Förderpreis des großen Kulturpreises NRW auf Vorschlag von Kay und Lore Lorentz. 1990 wurde Pispers Autor, Ensemblemitglied und Künstlerischer Leiter des Düsseldorfer Kom(m)ödchens, wo auch sein Ensembleprogramm Wir sind so frei aufgeführt wurde. 1991 gab er seine Tätigkeiten an der Bühne wieder auf.

Volker Pispers (1996)

1992 stellte Pispers sein fünftes Soloprogramm In bester Gesellschaft vor, 1993 ein erstes Jubiläumsprogramm Ein Wort ergab das andere, das eine Best-of-Zusammenfassung seiner bisherigen Auftritte darstellte. 1994 folgte das sechste Soloprogramm Frisch gestrichen, 1999 dann sein siebtes: Damit müssen Sie rechnen.
2002 hatte das zweite Jubiläumsprogramm … bis neulich Premiere, das von ihm in jeweils aktualisierter Form vorgetragen wurde. Darin kritisierte der Kabarettist unter anderem den Kapitalismus, die Rolle der USA in Zusammenhang mit internationalem Terrorismus sowie aktuelle politische und gesellschaftliche Entwicklungen in Deutschland und weltweit. Mit diesem Programm war Pispers auch 2015 in Deutschland auf Tournee.
Am 8. Dezember 2015 kündigte Pispers auf der Bühne eine „Pause“ an. Die letzte Aufzeichnung seines Programmes … bis neulich erschien im März 2016 als Live-CD (Doppel-CD) mit Vorwort. Bei seinem vorläufig letzten Auftritt im Düsseldorfer Savoy-Theater verabschiedete er sich mit den Worten:

„Meine Frau Barbara hat es viele Jahre lang ertragen, dass ich immer weg war; jetzt bin ich gespannt, ob sie es erträgt, wenn ich die ganze Zeit zu Hause bin.“

Im Februar 2021 erklärte er auf seiner Homepage, dass er nicht mehr auf die Bühne zurückkehren werde. In diesem Zusammenhang wies er verschiedene Gerüchte um seinen Bühnenabschied zurück, er „genieße es einfach, nicht mehr in der Öffentlichkeit zu stehen“. Außerdem distanzierte er sich aus Anlass der Ereignisse um die damals grassierende Pandemie von „allen Coronaleugnern, selbsternannten Querdenkern, AfD-Fans und rechten Extremisten“, die seine Zitate missbrauchen würden, nicht ohne gleichzeitig zu betonen, dass er „die von uns gewählten Regierenden für unfähig“ halte. Das gelte „allerdings auch für einen zunehmend größeren Teil der Wählenden“.

### Rundfunk und Fernsehen
Ab 1998 moderierte Pispers als Gastgeber das Satirefest des SFB, das auch beim Nachfolgesender rbb fortgeführt wird. Daneben war er in vielen Kabarettsendungen der öffentlich-rechtlichen Fernsehanstalten regelmäßig eingeladen, insbesondere in den Mitternachtsspitzen des WDR und in Neues aus der Anstalt des ZDF. Auch im Scheibenwischer der ARD war Pispers schon mehrmals zu Gast.
Von 2000 bis 2013 entstand für den Radiosender WDR 2 der Dienstags-U-Punkt, eine wöchentliche Glosse in der Sendung Westzeit. Dazu erschien 2014 die Sammlung RadioAktiv: Hörfunkglossen aus 13 Jahren, eine Zusammenstellung von Manuskripten zu der Sendereihe.
2007 bis 2012 produzierte 3sat die Live-Sendung Volker Pispers & Gäste, anfangs aus einem Studio im ZDF-Sendezentrum. 2009 präsentierte Pispers erstmals seine Gäste beim 3satfestival auf dem Mainzer Lerchenberg, 2012 beim Zeltfestival in Mainz.
2011, 2012, 2014 und 2015 führte Pispers durch die Verleihung des Deutschen Kleinkunstpreises aus dem Forum-Theater unterhaus in Mainz, eine Veranstaltung, die traditionell am ersten Sonntag nach dem Rosenmontag stattfindet.

## Werke

### Bücher
- 1996: Volkerkunde. ISBN 3-931265-04-8.
- 2001: Gefühlte Wirklichkeiten. ISBN 3-931265-34-X.
- 2003: Volkerkunde. Erweiterte Jubiläumsausgabe. ISBN 3-931265-40-4.
- 2014: RadioAktiv: Hörfunkglossen aus 13 Jahren. ISBN 978-3-944304-03-8.

### Audio-CDs
- 1995: Frisch gestrichen. ISBN 3-931265-03-X.
- 1996: Ein Wort ergab das andere. ISBN 3-931265-06-4.
- 1999: Damit müssen Sie rechnen. 2 CDs. ISBN 3-931265-20-X.
- 2000: Update 2000 – Damit müssen Sie rechnen. 2 CDs. ISBN 3-931265-28-5.
- 2002: … bis neulich. 2 CDs. ISBN 3-931265-39-0.
- 2004: … bis neulich 2004 … aktualisierte Fassung. Live aus dem Theater Die Wühlmäuse in Berlin. 2 CDs. ISBN 3-931265-51-X.
- 2007: Kabarett Sampler: 3. Politischer Aschermittwoch. Live aus der Arena Berlin, mit Volker Pispers, Matthias Deutschmann, Arnulf Rating, Hagen Rether und Martina Schwarzmann. 2 CDs. ISBN 978-3-931265-68-7.
- 2007: … bis neulich 2007 … live in Bonn. Live aus dem Pantheon-Theater in Bonn. 2 CDs. ISBN 978-3-931265-68-7.
- 2009: live 2009. Live aus dem Theater Schauplatz in Langenfeld. 2 CDs. ISBN 978-3-931265-82-3.
- 2010: … bis neulich 2010. Live aus dem Pantheon-Theater in Bonn. 2 CDs. ISBN 978-3-931265-87-8.
- 2012: … live 2012. Live aus dem Kulturzentrum „Forum Wasserturm“ in Meerbusch. 2 CDs. ISBN 978-3-931265-94-6.
- 2014: … bis neulich 2014, 2 CDs, ISBN 978-3-944304-05-2.
- 2016: … bis neulich – Der letzte Abend, 2 CDs, ISBN 978-3-944304-14-4.

### Video-DVDs
- live in Berlin. … bis neulich. Live aus den Wühlmäusen in Berlin. con anima Verlag, 2004, ISBN 3-931265-50-1.
- … bis neulich 2007 … live in Bonn. Live aus dem Pantheon-Theater in Bonn. con anima Verlag, 2007, ISBN 978-3-931265-69-4.
- … bis neulich 2010. Live aus dem Pantheon-Theater in Bonn. con anima Verlag, 2010, ISBN 978-3-931265-88-5.
- … bis neulich 2014. Live aus dem Pantheon-Theater in Bonn. con anima Verlag, 2014, ISBN 978-3-944304-05-2.

## Auszeichnungen
- 1988: Gladbecker Satirepreis
- 1989: Kulturpreis der Sparkassen-Kulturstiftung Rheinland – Förderpreis
- 1995: Deutscher Kleinkunstpreis in der Sparte Kabarett
- 1996: Mindener Stichling – Solopreis
- 1998: Memminger Maul
- 1999: Gaul von Niedersachsen
- 1999: Garchinger Kleinkunstmaske
- 2000: AZ-Stern des Jahres der Münchner Abendzeitung
- 2003: Obernburger Ehrenmühlstein
- 2003: Nordrhein-Westfälischer-Kleinkunstpreis „Bocholter Pepperoni“
- 2004: Deutscher Kabarettpreis – Hauptpreis
- 2005: Wilhelmshavener Knurrhahn
- 2006: Bayerischer Kabarettpreis – Hauptpreis
- 2007: Morenhovener Lupe